# ホンクアン県

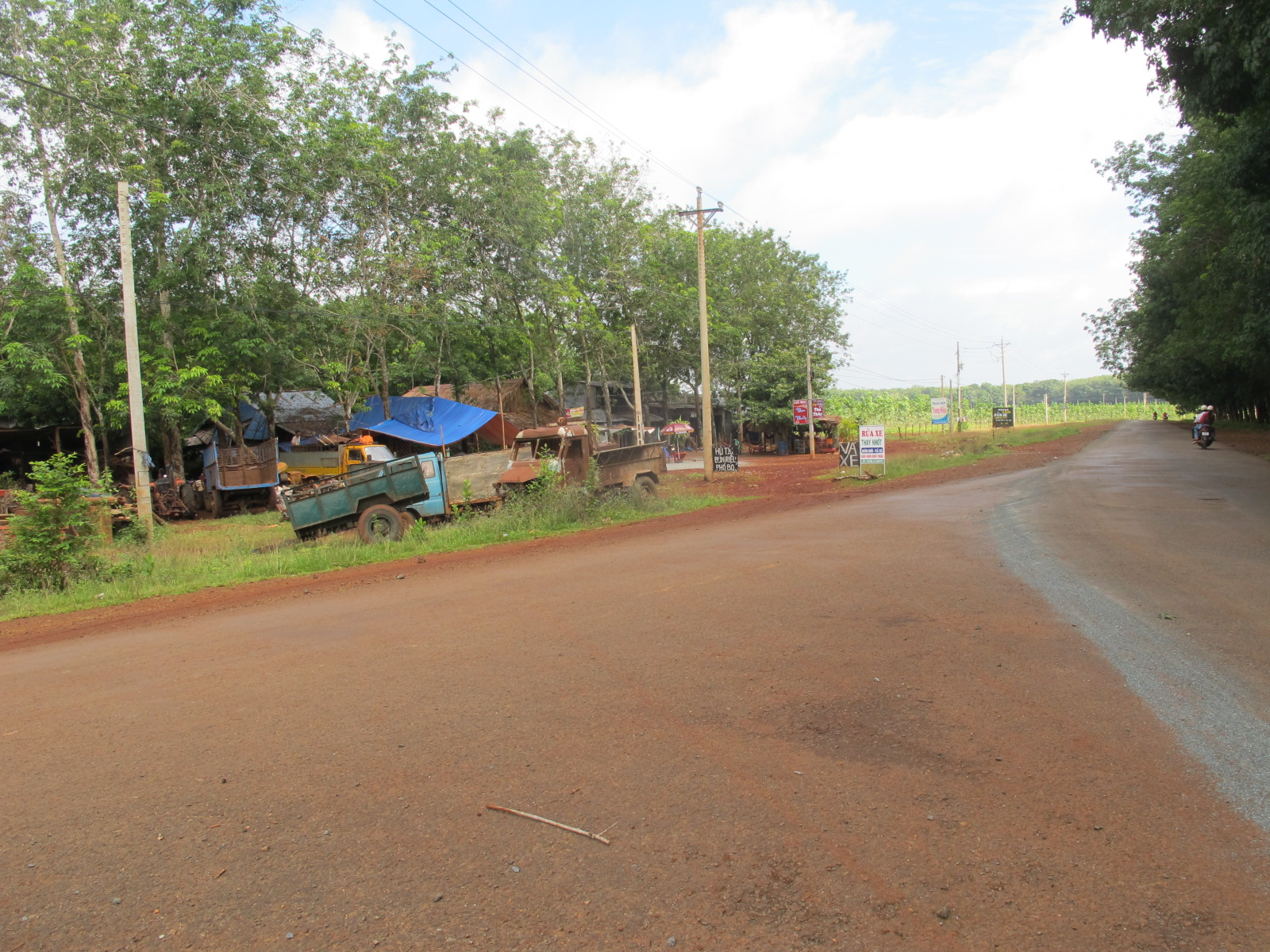

ホンクアン県（ホンクアンけん、ベトナム語：Huyện Hớn Quản / 縣漢廣?）は、ベトナムビンフオック省の県である。人口は2018年時点で101,412人、面積は664.13km2である。

## 行政区画
1市鎮12社を管轄する。